# Ardòvol
Ardòvol – miejscowość w Hiszpanii, w Katalonii, w prowincji Lleida, w comarce Baixa Cerdanya, w gminie Prullans.
Według danych INE w 2020 roku liczyła 7 mieszkańców – 4 mężczyzn i 3 kobiety.